# العلاقات الهندية الليبيرية
العلاقات الهندية الليبيرية هي العلاقات الثنائية التي تجمع بين الهند وليبيريا.

## مقارنة بين البلدين
هذه مقارنة عامة ومرجعية للدولتين:
| وجه المقارنة                                              | الهند                       | ليبيريا      |
| --------------------------------------------------------- | --------------------------- | ------------ |
| المساحة (كم2)                                             | 3.29 مليون                  | 111.37 ألف   |
| عدد السكان (نسمة)                                         | 1.35 مليار                  | 4.73 مليون   |
| الكثافة السكانية (ن./كم²)                                 | 410.33                      | 42.47        |
| العاصمة                                                   | نيودلهي                     | مونروفيا     |
| اللغة الرسمية                                             | اللغة الهندية، لغة إنجليزية | لغة إنجليزية |
| العملة                                                    | روبية هندية                 | دولار ليبيري |
| الناتج المحلي الإجمالي (بليون دولار)                      | 2.60 تريليون                | 2.16 مليار   |
| الناتج المحلي الإجمالي (تعادل القوة الشرائية) بليون دولار | 8.00 تريليون                | 3.76 مليار   |
| الناتج المحلي الإجمالي الاسمي للفرد دولار أمريكي          | 1.60 ألف                    | 455          |
| الناتج المحلي الإجمالي للفرد دولار أمريكي                 | 5.70 ألف                    | 842          |
| مؤشر التنمية البشرية                                      | 0.609                       | 0.430        |
| رمز المكالمات الدولي                                      | +91                         | +231         |
| رمز الإنترنت                                              | .in، .भारत ‏، .بھارت ‏،        | .lr          |
| المنطقة الزمنية                                           | ت ع م+05:30، توقيت الهند    | 00           |

## منظمات دولية مشتركة
يشترك البلدان في عضوية مجموعة من المنظمات الدولية، منها:
| علم المنظمة | اسم المنظمة                        | تاريخ انضمام الهند | تاريخ انضمام ليبيريا |
| ----------- | ---------------------------------- | ------------------ | -------------------- |
|             | مؤسسة التنمية الدولية              | 24 سبتمبر 1960     | 28 مارس 1962         |
|             | الأمم المتحدة                      | 30 أكتوبر 1945     | 2 نوفمبر 1945        |
|             | منظمة الشرطة الجنائية الدولية      | ?                  | ?                    |
|             | الاتحاد الدولي للاتصالات           | 1869               | 10 أكتوبر 1927       |
|             | البنك الدولي للإنشاء والتعمير      | 27 ديسمبر 1945     | 28 مارس 1962         |
|             | الاتحاد البريدي العالمي            | ?                  | ?                    |
|             | منظمة حظر الأسلحة الكيميائية       | ?                  | ?                    |
|             | مؤسسة التمويل الدولية              | 20 يوليو 1956      | 28 مارس 1962         |
|             | البنك الإفريقي للتنمية             | ?                  | ?                    |
|             | وكالة ضمان الاستثمار متعدد الأطراف | 6 يناير 1994       | 12 أبريل 2007        |
|             | يونسكو                             | 4 نوفمبر 1946      | 6 مارس 1947          |

## وصلات خارجية
- موقع وزارة الخارجية الهندية
- موقع وزارة الخارجية الليبيرية